# Budova Ředitelství státních drah (Plzeň)
Budova Ředitelství státních drah je neoklasicistní dům stojící na adrese Jagellonská 1017/9, 301 00 na Jižním předměstí, Plzeň 3. Byla vybudována jako sídlo vrchního provozního ředitelství státní železniční společnosti Císařsko-královské státní dráhy (kkStB) v Plzni v rámci reorganizace drážní dopravy a zestátnění soukromých železničních společností v Rakousku-Uhersku mezi lety 1884 a 1908. Dům není památkově chráněn.

## Dějiny budovy

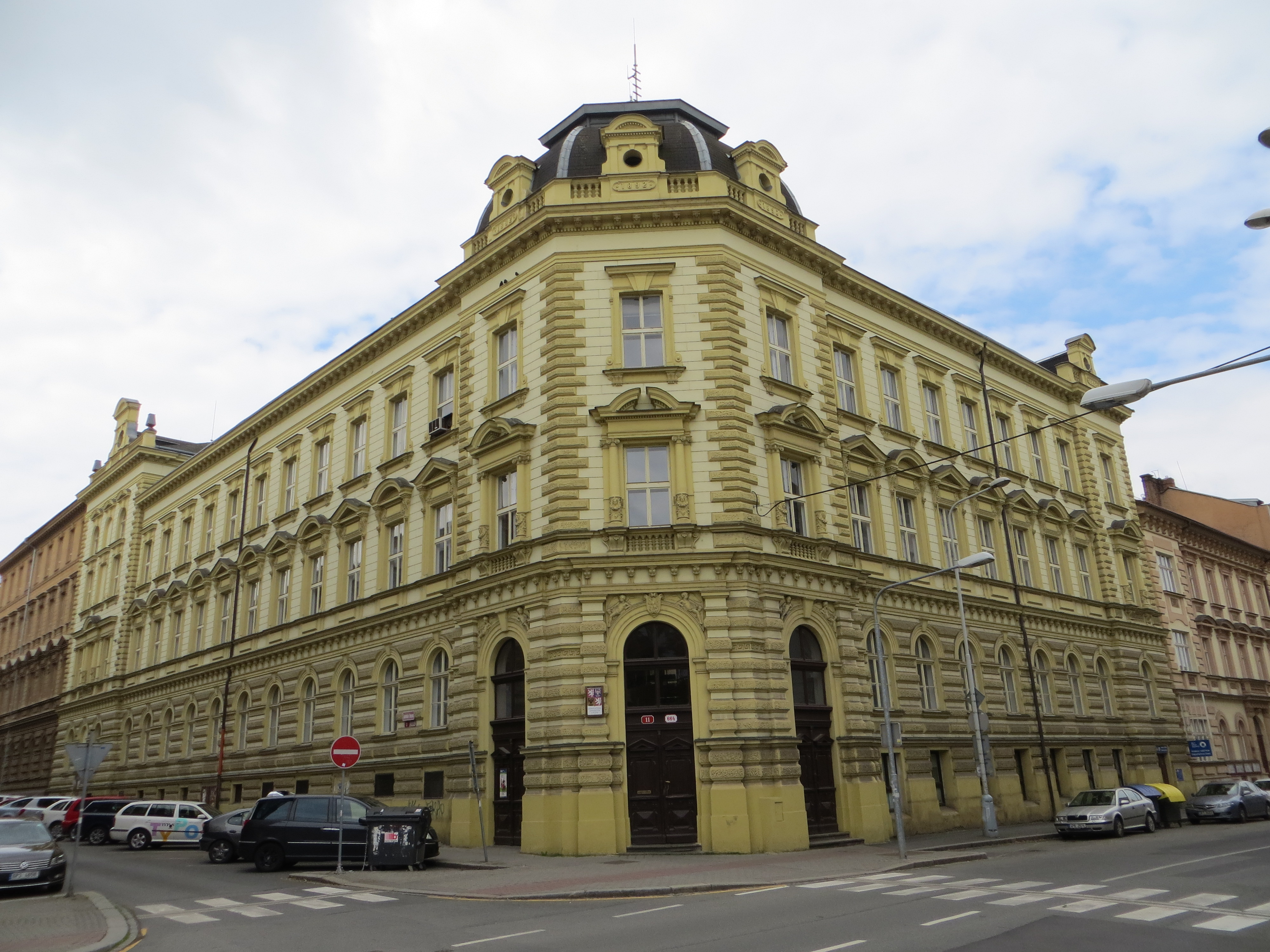
Původní sídlo kkStB v Husově 11

Vrchní provozní ředitelství státní společnosti kkStB bylo v Plzni zřízeno po první vlně znárodnění většiny větších železničních společností v říši roku 1884 jako jedno z 11 nově zřízených regionálních ředitelství v Rakousku-Uhersku, z toho pak ze 4 na území zemí Koruny české. Původním sídlem byla budova v Husově ulici č. 11. Plzeňské ředitelství patřilo k nejdůležitějším, zejména z hlediska místního železničního uzlu spojujícího především Vídeň, České Budějovice a Cheb, odkud mohly vlaky pokračovat do Saska, a také Prahu s Bavorskem, patřil k nejdůležitějším v říši.
Začátkem 90. let 19. století rozhodnuto o přestavbě železničního uzlu, výstavbě nové jednotné budovy plzeňského Centrálního nádraží císaře a krále Františka Josefa I. a také nového administrativního zázemí dráhy blíže centru města i samotnému nádraží. Nová kancelářská budova byla postavena v letech 1895-1897. Stavbu prováděl plzeňský stavitel Rudolf Štech, který budoval též nádražní komplex, stavbu pak řídil autor prvního návrhu stanice, zaměstnanec a pozdější ředitel plzeňského oddělení Ing. Jan Bašta, který se roku 1918 stal pak prvním ředitelem Československých státních drah.
Po vzniku nezávislého Československa roku 1918 přešla budova do majetku ČSD. Kapacitní nedostatečnost byla roku 1924 řešena nádvorní přístavbou tvořícího symetrické východní křídlo s plánem na rozšíření na pozemek orientovaný do Purkyňovy ulice. Dostavba byla dokončena až po druhé světové válce v rámci tzv. dvouletkové přístavby ještě dle předválečných plánů. Autory novější funkcionalistické pětipatrové budovy v Purkyňově ulici přiléhající ke křídlu z roku 1924 je manželský pár architektů Jarmila Lisková a Ivan Šula.
ČSD se roku 1993 transformovaly v České dráhy, kterým budova nadále patří (2020).

## Architektura stavby
Úřední budova byla vystavěna z letech 1895 až 1897 na pozemku o půdorysu ve tvaru písmene L s hlavním severním čelem a jedním západním křídlem orientovaným do Škroupovy ulice v neoklasicistním slohu. V centrální ose budovy, kterou tvoří patrově vrstvený portál, se nachází centrální schodiště stavby. Objekt se skládá ze suterénu a čtyř podlaží, v nichž se nacházejí primárně kanceláře s okny do ulice a pravoúhlými chodbami s okny do vnitrobloku. Suterén je vynucen mírným západním svahem, který plán budovy, poměrně nenápadně, kompenzuje. Hlavní část původní budovy orientovaná do Jagellonské ulice měří na šířku přibližně 70 metrů a lze ji tak řadit k největším stavbám dobových rakousko-uherských úřadů v České republice.
Obě dobudované přístavby původní koncept pater a účelu staré budovy zachovávají, podstatně se však liší fasádou. Původní střecha byla nahrazena plechovou.

## Galerie

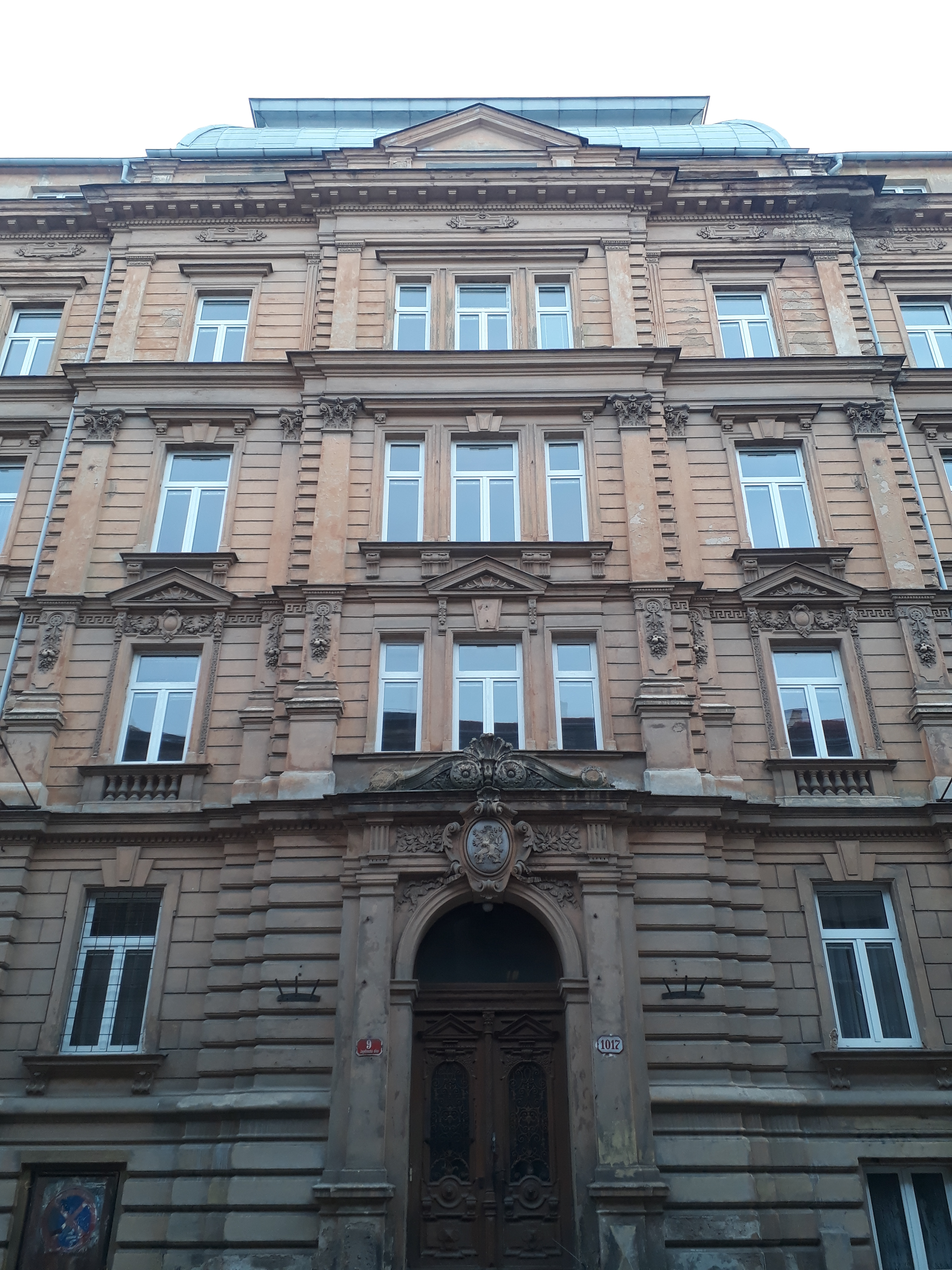
Hlavní průčelí
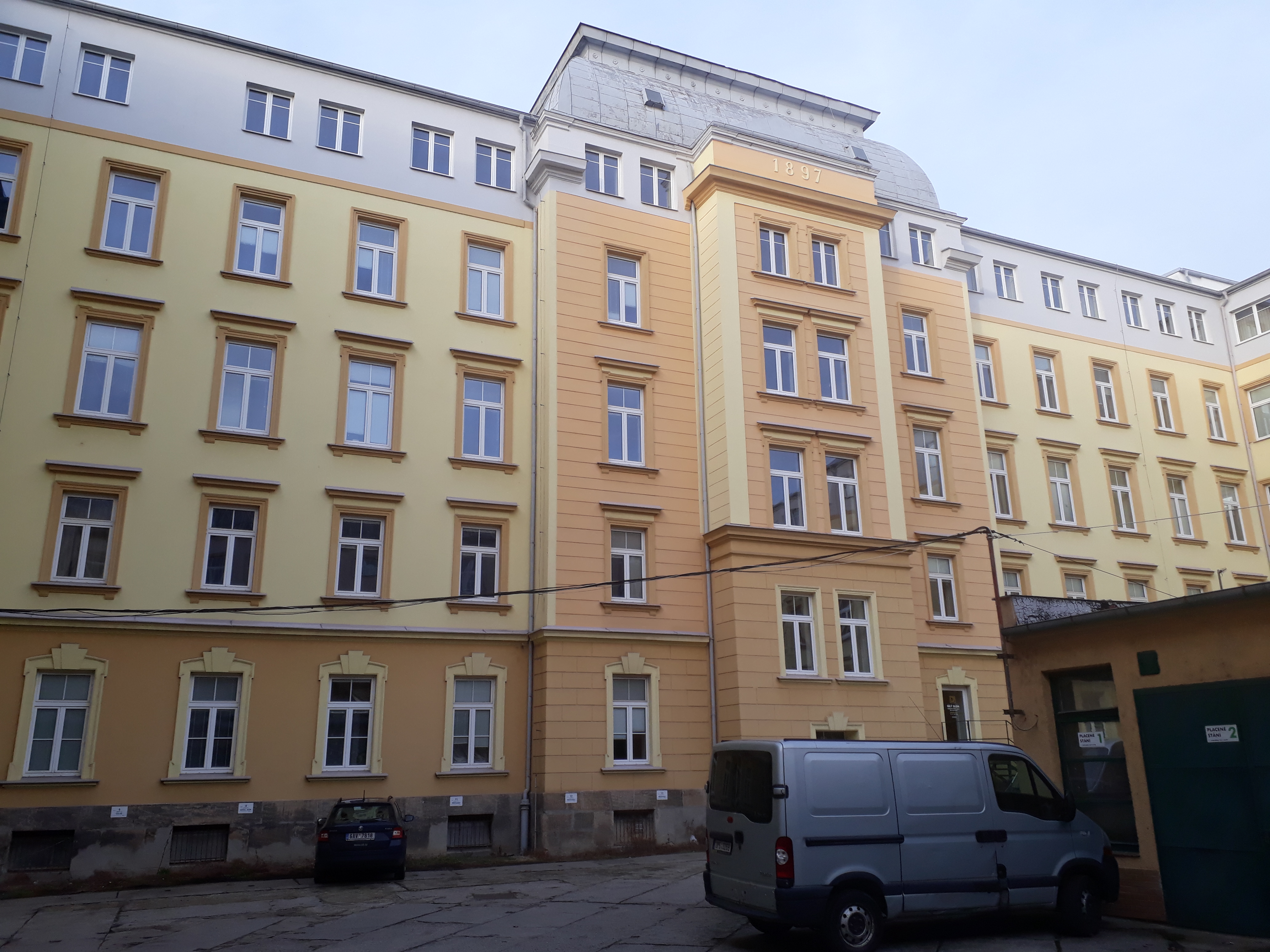
Dvůr
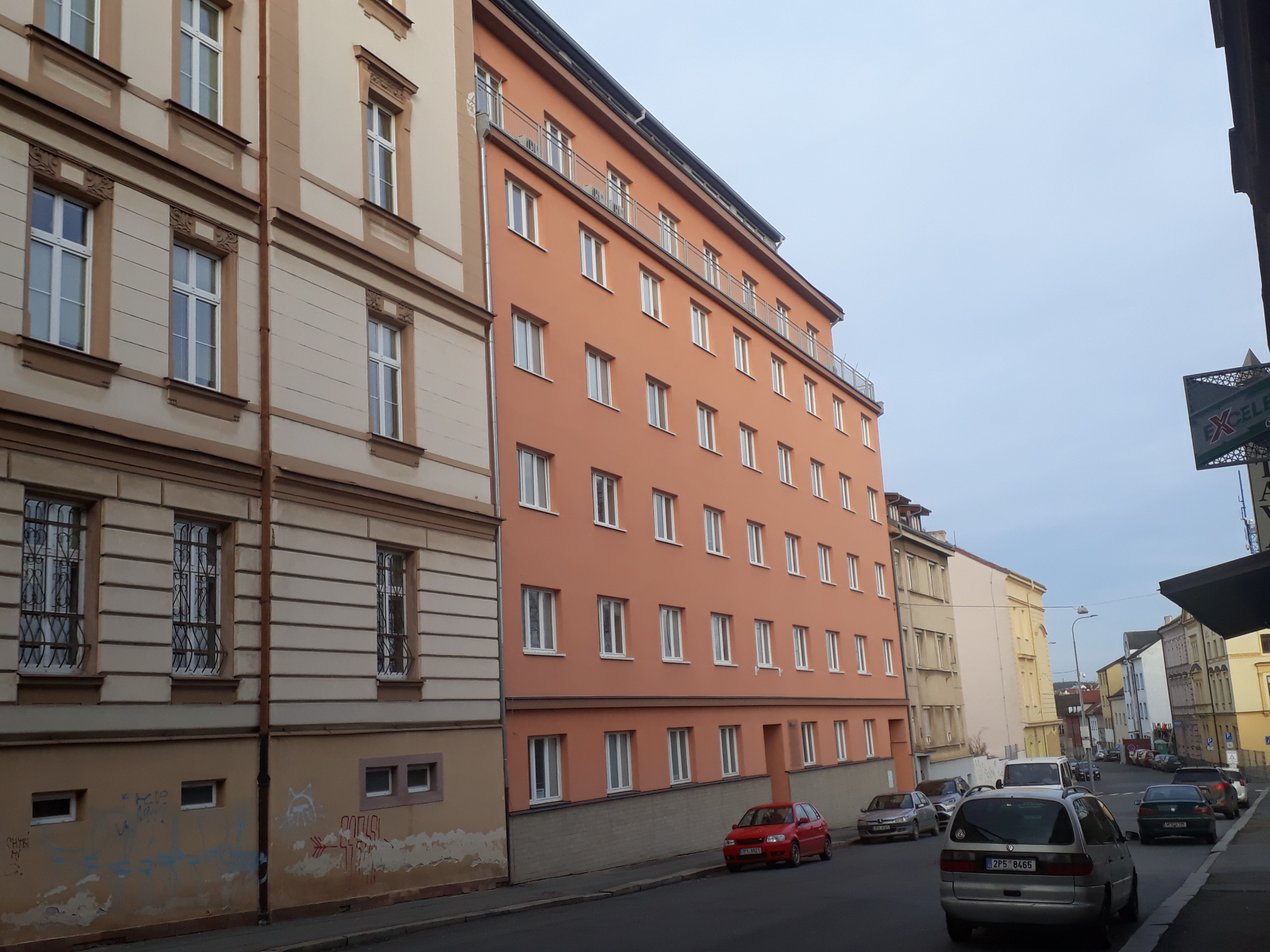
Nová část budovy v Purkyňově ulici